# Titagarh
Titagarh è una suddivisione dell'India, classificata come municipality, di 124.198 abitanti, situata nel distretto dei 24 Pargana Nord, nello stato federato del Bengala Occidentale. In base al numero di abitanti la città rientra nella classe I (da 100.000 persone in su).

## Geografia fisica
La città è situata a 22° 44' 11 N e 88° 22' 25 E e ha un'altitudine di 14 m s.l.m..

## Società

### Evoluzione demografica
Al censimento del 2001 la popolazione di Titagarh assommava a 124.198 persone, delle quali 70.608 maschi e 53.590 femmine. I bambini di età inferiore o uguale ai sei anni assommavano a 12.063, dei quali 6.264 maschi e 5.799 femmine. Infine, coloro che erano in grado di saper almeno leggere e scrivere erano 82.696, dei quali 52.013 maschi e 30.683 femmine.